# Lysandra inalpina
Lysandra inalpina är en fjärilsart som beskrevs av Ruggero Verity 1919. Lysandra inalpina ingår i släktet Lysandra och familjen juvelvingar. Inga underarter finns listade i Catalogue of Life.